# Dan Ariely
Dan Ariely (hebreiska: דן אריאלי ), född 29 april 1967 i New York, är en israelisk-amerikansk James B. Duke-professor i psykologi och beteendekonomi vid Duke University. Ariely är grundare av Center for Advanced Hindsight, medgrundare av företagen Kayma, BEworks, Timeful, Genie och Shapa., chefsbeteendeekonom på Qapital och Chief Behavioural Officer på Lemonade. Arielys TED-talk har visats mer än 15 miljoner gånger. Ariely är författare till tre New York Times bästsäljare Predictably Irrational, The Upside of Irrationality och The Honest Truth om Dishonesty, samt böckerna Dollars and Sense, Irrationally Yours - en samling av hans populära The Wall Street Journal kolumn ”Fråga Ariely”; samt Payoff, en kort TED-talk bok. Ariely har medverkat i flera dokumentära filmer, inklusive The Inventor: Out for Blood i Silicon Valley och var med och producerade och samt deltog i (Dis) Honesty: The Truth About Lies. År 2018 utsågs Ariely till en av de 50 mest inflytelserika levande psykologerna i världen.

## Biografi
Dan Ariely föddes i New York medan hans far studerade för en MBA-examen vid Columbia University. Familjen emigrerade till Israel när han var tre. Han växte upp i Ramat Hasharon. Under sitt gymnasieår var han aktiv i Hanoar Haoved Vehalomed, en israelisk ungdomsrörelse. Medan han förberedde en ktovet-esh ( eldinspektion ) för en traditionell nattutställning, exploderade de brandfarliga materialen som han blandade, vilket orsakade brännskador i tredje grad över 70 procent av hans kropp.  I sina skrifter beskriver Ariely hur den erfarenheten ledde till hans forskning om "hur man bättre kan leverera smärtsamma och oundvikliga behandlingar till patienter."

## Utbildning och akademisk karriär
Ariely studerade först fysik och matematik vid Tel Aviv University men bytte till filosofi och psykologi. Under det sista året valde han dock bort filosofi och koncentrerade sig bara på psykologi. Han doktorerade 1996 i kognitiv psykologi vid University of North Carolina i Chapel Hill, och 1998 avslutade en andra doktorsexamen i företagsadministration vid Duke University 1998, efter uppmaningar från mottagaren av Nobelpriset i ekonomi Daniel Kahneman.
Ariely undervisade vid MIT mellan 1998 och 2008, där han tidigare var Alfred P. Sloan professor i beteendekonomi vid MIT Sloan School of Management och vid MIT Media Lab. 2008 återvände Ariely till Duke University som James B. Duke professor i psykologi och beteendekonomi. 2015 blev han universitetsprofessor på Duke. 
År 2008 tilldelades Ariely, tillsammans med sina medförfattare Rebecca Waber, Ziv Carmon och Baba Shiv, Ig Nobelpriset i medicin för deras forskning som visat att "dyra falska mediciner är mer effektiva än billiga falska mediciner".

## Företagsaktiviteter
År 2010 grundade Ariely BEworks, det första management-konsulten som ägnade sig åt att tillämpa beteendevetenskap på strategi, marknadsföring, drift och policyutmaningar. BEworks förvärvades av kyu Collective i januari 2017.
År 2012 grundade han tillsammans med Yuval Shoham och Jacob Bank, Timeful som är ett teknikföretag som ägnar sig åt att förändra hur människor hanterar sin mest värdefulla resurs - tid. Timeful förvärvades av Google 2015.
År 2013 grundade han tillsammans med Doron Marco och Ayelet Carasso företaget Genie som har en köksapparat utformad för att laga personliga hälsosamma rätter på ungefär en minut. 
År 2017 grundade han tillsammans med Nati Lavi, Shapa, ett företag som erbjuder tjänster för att mäta hälsa.
År 2018 grundade han företaget Kayma, som specialiserat sig på att lösa komplexa omfattande problem genom beteendekonomi och egna forskningsmetoder.
I oktober 2015 utsågs Ariely till huvudbeteendeekonom för Qapital. Ariely, som också har investerat i företaget, använder sin position på företaget för att hjälpa honom i hans oberoende forskning om konsumentbesparing och utgiftsbeteende. I sin tur kan Qapital få tillgång till Arielys forskning för att testa tekniker och idéer för användning i appen. Tidningen Entrepreneur skrev: "Det är en synergistisk relation som pekar på uppkomsten av en ny trend: samarbetet mellan nystartade företag och samhällsvetare."
I februari 2016 utsågs Ariely till Chief Behavioural Officer för Lemonade, ett försäkringsbolag som verkar i USA. Ariely integrerar aspekter av beteendeekonomi i Lemonades försäkringsmodell och hjälper till att anpassa incitament mellan försäkringsgivaren och den försäkrade. }